# Louis Gericke van Herwijnen

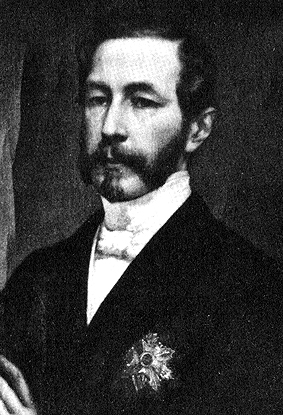
Louis Gericke van Herwijnen

Joseph Louis Heinrich Alfred (Louis) baron Gericke van Herwijnen (Dillenburg (Duitsland), 18 februari 1814 – Brussel (België), 26 mei 1899), lid van de familie Gericke, was een katholieke bewindsman en diplomaat. Hij was de zoon van gouverneur van Limburg Johan Gericke van Herwijnen en leerling van Thorbecke, die hem diverse malen aanzocht als minister. Hij werd dit pas in 1871, in Thorbeckes laatste kabinet. Hij was 38 jaar gezant in Brussel en had goede contacten met het Belgische hof.
Louis Gericke van Herwijnen werd tot Nederlander genaturaliseerd op 20 december 1815.